# Dècada del 1410

## Esdeveniments
- 1412: Compromís de Casp
- 1413: Revolta del comte d'Urgell

## Personatges destacats
- Martí I l'Humà, darrer rei de la Corona Catalano-Aragonesa del Casal de Barcelona
- Ferran d'Antequera de Trastàmara, successor castellà de la dinastia Trastàmara a la Corona Catalano-Aragonesa
- Jaume II d'Urgell, candidat català al tron de la Corona Catalano-Aragonesa
- Jan Hus, predicador reformista i pensador religiós txec que originà el moviment hussita.